# La Rivière-Drugeon
La Rivière-Drugeon is een gemeente in het Franse departement Doubs (regio Bourgogne-Franche-Comté) en telt 714 inwoners (2004). De plaats maakt deel uit van het arrondissement Pontarlier.

## Geografie
De oppervlakte van La Rivière-Drugeon bedraagt 19,2 km², de bevolkingsdichtheid is 37,2 inwoners per km².

## Verkeer en vervoer
In de gemeente ligt spoorwegstation La Rivière.
De onderstaande kaart toont de ligging van La Rivière-Drugeon met de belangrijkste infrastructuur en aangrenzende gemeenten.

## Demografie
Onderstaande figuur toont het verloop van het inwonertal (bron: INSEE-tellingen).